# Anton Harthoorn
Antonie (Anton) Marinus Harthoorn (Amsterdam, 23 mei 1866 - Beekbergen, 14 januari 1937) was een Nederlandse zwemmer en waterpolospeler.
In 1882 werd zijn vader, Machiel Harthoorn, directeur van de zwemschool in het zwembad aan de Westerdoksdijk. Antonie kreeg natuurlijk ook zwemles en werd lid van de Amsterdamsche Zwemclub 1870. Hij won in 1887 een wedstrijd snelzwemmen op de buik, 200 meter met 4 bochten en 3 keerpunten; zijn tijd was 3 minuten 47.8 seconden. En op dezelfde dag won hij ook opduiken van een pop van vijf meter diepte in 29 seconden.
In 1899 won hij het Nederlands kampioenschap 600 m buikzwemmen in de recordtijd van 11 minuten 38.4 seconden. En in 1891 opnieuw in een nieuw record van 11 minuten 21.4 seconden. Hierna heeft hij niet meer aan grote wedstrijden deelgenomen.
Omstreeks 1892 werden vader en zoon eigenaar van het zwembad aan de Westerdoksdijk. In dat jaar werd de zwemvereniging Het Y opgericht. Antonie werd eerst secretaris en later voorzitter.
Behalve voor zwemmen had Antonie ook belangstelling voor andere sporten. Zo was hij een van de medeoprichters van de Nederlandse Voetbalbond. De meeste belangstelling ging echter uit naar waterpolo. Zijn vereniging Het Y werd voor de oorlog zelfs 15 keer Nederlands kampioen (Antonie deed zelf niet meer actief mee).
Anton overleed op 14 januari 1937 in Beekbergen. Na zijn dood werd een In memoriam A.M. Harthoornbeker ingesteld. De wisselbeker werd driemaal achtereen gewonnen door het Haagse Zian en werd daarmee definitief eigenaar. Er kwam een nieuwe wisselbeker die vele tijdelijke eigenaren heeft gekend. In 1962 won de Joegoslavische club POŠK uit Split de beker. POŠK heeft de wisselbeker nooit teruggegeven.
De zoon van Antonie, ook Antonie Marinus geheten, werd de eigenaar van het natuurbad De Hagenbrug in Beekbergen.